# Согот
Согот (кирг. Сөгөт) — село в Аксыйском районе Джалал-Абадской области Кыргызстана. Входит в состав Кашка-Сууского айылного аймака.

## География
Село расположено в южной части области, на берегах реки Сёгёт-Сай, на расстоянии приблизительно 7 километров (по прямой) к западу от города Кербен, административного центра района. Абсолютная высота — 1442 метра над уровнем моря.

## Население
Согласно оценочным данным Национального статистического комитета Кыргызской Республики, численность населения села на начало 2023 года составляла 703 человека.
| год     | 2009 | 2014 | 2015 | 2020 | 2021 | 2023 |
| ------- | ---- | ---- | ---- | ---- | ---- | ---- |
| человек | 567  | 786  | 641  | 723  | 697  | 703  |